# Olimarabidopsis
Olimarabidopsis é um género botânico pertencente à família Brassicaceae.

## Espécies
- Olimarabidopsis cabulica
- Olimarabidopsis pumila
- Olimarabidopsis umbrosa